# Hans Konrad Saffer
Hans Konrad Saffer (* 16. Oktober 1860 in Bamberg; † 5. Juli 1940 ebenda) war ein deutscher Maler.

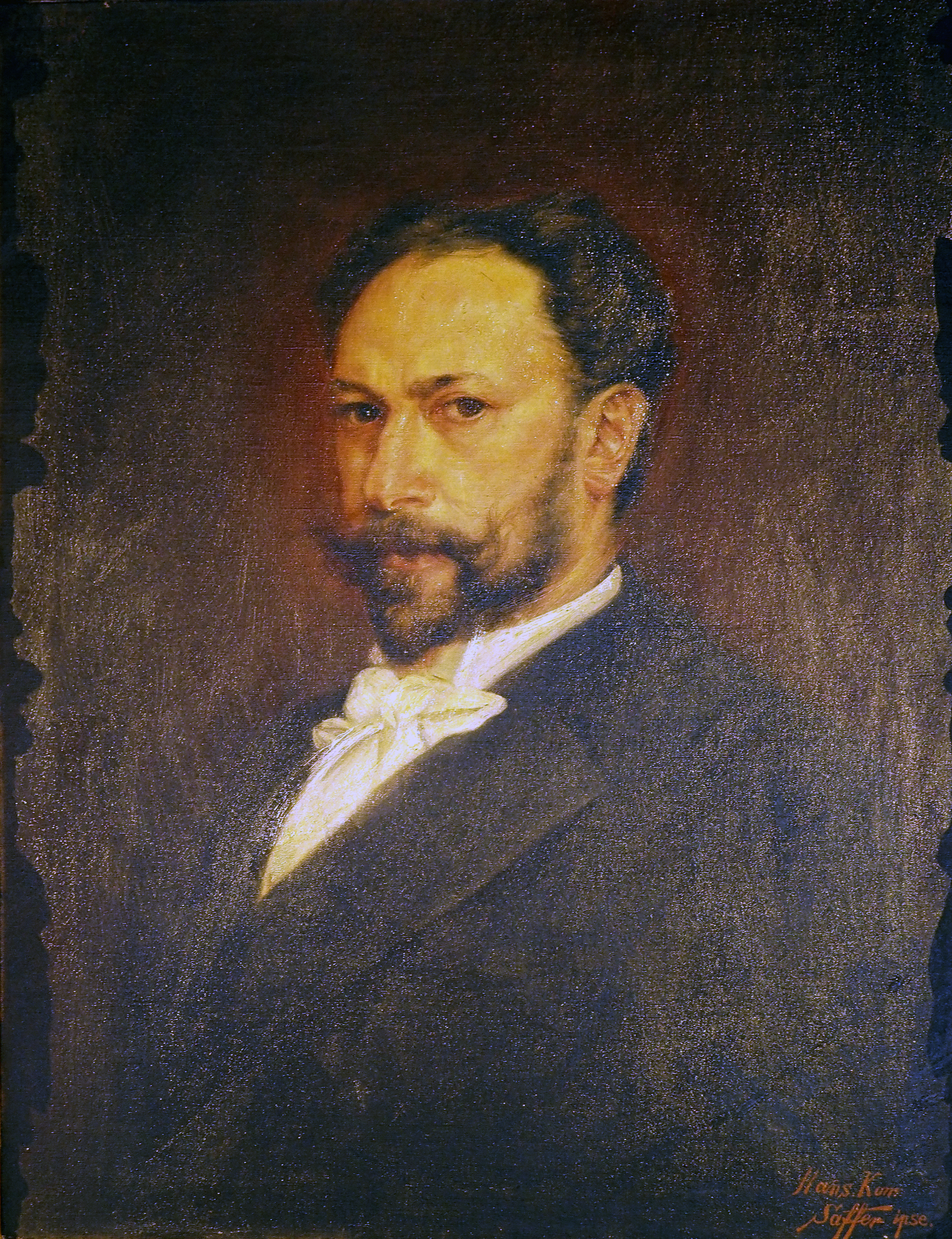
Selbstporträt Hans Konrad Saffer 1902

## Leben
Saffer durchlief eine Ausbildung als Grafiker an der Mayer’schen Hofkunstanstalt und studierte anschließend von 1880 bis 1882 an der Münchner Königlichen Akademie der Bildenden Künste bei Alexander von Liezen-Mayer, Wilhelm Dürr und Martin Feuerstein. In der Folgezeit arbeitete Saffer als freier Maler in München. Hier schuf er vor allem naturalistische Porträts von Persönlichkeiten aus Politik, Kirche und der Industrie. Immer wieder schuf er auch Altarbilder in Kirchen, darunter in Feldmoching, Fürth, Inzell, Niederachen, Oberkotzau, Ramsau am Inn und Troschenreuth. Nach der Jahrhundertwende wandte er sich verstärkt Landschaftsbildern zu.
1915 zog Saffer in seine Heimatstadt Bamberg zurück und arbeitete dort als Kustos im Heimatmuseum sowie in der Gemäldegalerie des Klosters Michelsberg.